# بیمارستان ولیعصر تبریز
بیمارستان ولیعصر تبریز یا بیمارستان بین‌المللی تبریز، یک بیمارستان خصوصی در شهر تبریز است. این بیمارستان با ظرفیت ۳۰۰ تخت خواب به عنوان بزرگ‌ترین بیمارستان خصوصی ایران شناخته می‌شود. برای احداث این بیمارستان حدود ۱۲۰۰ میلیارد ریال از سوی بخش خصوصی هزینه شده است. سهامداران این مجموعه را ۱۳۰ متخصص و فوق تخصص پزشکی تشکیل می‌دهند. شهرام دبیری اسکویی، سهامدار اصلی و رئیس این بیمارستان است.

## پیشینه
کار ساخت این بیمارستان از سال ۱۳۸۲ آغاز شده بود؛ اما تا سال ۱۳۸۵ به صورت نیمه کاره رها شد تا این که در این سال توسط «شرکت پزشکان ولیعصر تبریز» در یک مزایده عمومی از شرکت بیمارستانی بانک‌های کشور در زمینی به مساحت ۴۵ هزار مترمربع با زیر بنای ۴۶ هزار مترمربع خریداری شد. پس از خریداری بیمارستان، نقشه‌های آن به روز شد و بخش‌هایی چون آمفی تئاتر، بخش‌های مهم درمانی، پارکینگ و مرکز سرطان به آن اضافه شد. از سال‌های ۸۷ کارهای ساختمانی بیمارستان آغاز شد و در سال ۹۱ بخش سرطان به بهره‌برداری رسید.
فاز نخست این بیمارستان با ظرفیت ۹۰ تخت خواب در ۱ اسفند ۱۳۹۳ به بهره‌برداری رسید.
این بیمارستان در اواخر سال ۱۳۹۵ به «بیمارستان ولیعصر تبریز» تغییر نام یافت.

## امکانات
این بیمارستان، مطابق با آخرین استانداردهای بین‌المللی احداث شده و آمادگی ارائه خدمات به کشورهای همجوار نظیر جمهوری آذربایجان، ترکیه، ارمنستان، عراق، نخجوان و سایر کشورهای آسیایی را دارد. بیمارستان بین‌المللی تبریز دارای بخش‌های ویژه جراحی، بستری، اورژانس، اتاق عمل، رادیولوژی و آزمایشگاه است.
واحد جراحی این بیمارستان دارای ۱۵ اتاق عمل شامل ۱۰ اتاق عمل مرکزی، یک اتاق عمل اورژانس، اتاق IVF و اتاق‌های عمل بخش زنان و زایمان است. گفته می‌شود، اتاق‌های عمل این بیمارستان با توجه به آخرین استانداردهای اروپایی طراحی و در ساخت و تجهیز آن‌ها از آخرین تکنولوژی روز دنیا استفاده شده است. بخش بستری بیمارستان بین‌المللی تبریز دارای دو بخش بستری وی‌آی‌پی و عادی بوده و تمامی اتاق‌های بستری بیماران، تک خوابی و مستقل است. در بخش وی‌آی‌پی، یک سوئیت با دو اتاق برای بیمار و همراه در نظر گرفته شده‌است.
جواد خیابانی که در این بیمارستان تحت عمل جراحی قرار گرفته بود، پس از ترخیص، این بیمارستان را «فوق‌العاده عالی» توصیف کرد. علی دایی نیز پس از بازدیدی که از این بیمارستان داشت، اعلام کرد: «من بیمارستانی در ایران به این شیکی و خوبی و مدرن ندیده بودم.»

## تزریق آب مقطر به‌جای داروی شیمی‌درمانی
شبکه‌ای از کارکنان بیمارستان برای مدت طولانی در بیمارستان بین‌المللی ولیعصر تبریز به بیماران سرطانی به‌جای داروهای شیمی‌درمانی آب مقطر تزریق کردند. در نتیجه تعویض داروهای شیمی درمانی با آب مقطر، دست‌کم ۲۰ بیمار سرطانی به علت وخیم شدن بیماری جان خود را از دست دادند. روزنامه ایران گزارش داد پرستاری که متهم ردیف اول پرونده سرقت داروهای شیمی‌درمانی و تزریق آب مقطر به بیماران سرطانی در بیمارستان است اصلاً پرستار نبوده و با مدرک جعلی به استخدام بیمارستان درآمده بود. داروهای شیمی‌درمانی به جای استفاده در نوبت‌های دارویی بیماران با قیمت‌های گزاف مجدداً در بازار فروخته شدند.